# Baryceros minor
Baryceros minor là một loài tò vò trong họ Ichneumonidae.